# Tynanthus panurensis
Tynanthus panurensis
Espèce
Classification phylogénétique
Tynanthus panurensis, ou plus communément appelé Clavo huasca, est une espèce de plantes à fleurs du genre Tynanthus et de la famille des Bignoniaceae originaire d’Amérique du Sud. Elle contient un alcaloïde appelé phytonutriments (Tinantine) ainsi que des acides tanniques, de l'eugénol et d'autres huiles essentielles.
La plante est connue par les tribus indigènes Shipibo-Conibo, Kayapó et Assurini de la forêt amazonienne comme faisant partie des plantes médicinales. Elle est utilisée comme analgésique, aphrodisiaque, stimulant, stomachique et digestif,. Les parties utilisées: sont le bois de la vigne et de l'écorce.